# Osselle-Routelle
Osselle-Routelle è un comune francese del dipartimento del Doubs della regione della Borgogna-Franca Contea.
È stato creato il 1º gennaio 2016 dalla fusione dei preesistenti comuni di Osselle e Routelle.